# Hans Lutz (Radsportler)
Hans Lutz (* 31. März 1949 in Stuttgart) ist ein ehemaliger deutscher Radrennfahrer, der besonders als Bahnradsportler erfolgreich war. Lutz war Olympiasieger sowie fünf Mal Weltmeister und in den 1970ern einer der weltbesten Bahnverfolger.

## Sportliche Laufbahn
Bei den Olympischen Sommerspielen 1972 galt Lutz als Favorit für die Einerverfolgung, gewann jedoch nur die Bronzemedaille. 1973, 1974 und 1975 wurde Hans Lutz mit dem westdeutschen Bahnvierer dreimal in Folge Weltmeister. Lutz, Peter Vonhof und Günther Schumacher waren bei jedem Titel beteiligt, 1973 durch Günter Haritz, 1974 durch Dietrich Thurau und 1975 durch Gregor Braun ergänzt. 1974 wurde Lutz auch Weltmeister in der Einzelverfolgung. Bei den Olympischen Sommerspielen 1976 in Montreal wurde der Gold-Vierer seiner Favoritenrolle gerecht und schlug in der Besetzung Braun, Lutz, Schumacher und Vonhof im Finale die Mannschaft der UdSSR. 1977 wurde der Vierer mit Lutz nochmals Vizeweltmeister. 1972 siegte er im Velká Cena Evropy, einem internationalen Turnier in der Einerverfolgung.
1973 wurde Lutz mit der Mannschaft zum Sportler des Jahres gewählt. Der Bahnvierer, das „Flaggschiff“ des Bahnradsports, wurde von Gustav Kilian trainiert, einem Spezialisten für das Entdecken von Verfolgertalenten.

## Berufliches
Lutz, der auch acht nationale Meistertitel errang, ist verheiratet und hat drei Kinder. Der Schwabe wohnt heute in Altdorf und betreibt eine Agentur, die Radsportveranstaltungen organisiert und verschiedene Produkte vermarktet. Bis März 2018 war er zudem Präsident des Württembergischen Radsportverbands.

## Erfolge
1968
- Deutscher Amateur-Meister – Mannschaftsverfolgung (mit Karl Link, Herbert Honz und Albert Fritz)

1969
- Deutscher Amateur-Meister – Mannschaftsverfolgung (mit Karl Link, Herbert Honz und Manfred Lederer)

1970
- Amateur-Weltmeister – Mannschaftsverfolgung (mit Günter Haritz, Peter Vonhof und Ernst Claußmeyer)
- Deutscher Amateur-Meister – Einerverfolgung, Zweier-Mannschaftsfahren (mit Algis Oleknavicius)

1972
- Olympische Spiele – Einerverfolgung
- Deutscher Amateur.Meister – Einerverfolgung

1973
- Amateur-Weltmeister – Mannschaftsverfolgung (mit Günther Schumacher, Peter Vonhof und Günter Haritz)

1974
- Amateur-Weltmeister – Einerverfolgung, Mannschaftsverfolgung (mit Günther Schumacher, Peter Vonhof und Dietrich Thurau)

1975
- Amateur-Weltmeister – Mannschaftsverfolgung (mit Günther Schumacher, Peter Vonhof und Gregor Braun)
- Deutscher Amateur-Meister – Mannschaftszeitfahren (mit  Horst Schütz, Bernhard Weissinger und Jürgen Colombo)

1976
- Olympiasieger – Mannschaftsverfolgung (mit Gregor Braun, Günther Schumacher und Peter Vonhof)
- Deutscher Amateur-Meister – Mannschaftsverfolgung (mit Roland Weissinger, Heinz Betz und Henry Rinklin)

1977
- Amateur-Weltmeisterschaft – Mannschaftsverfolgung (mit Peter Vonhof, Henry Rinklin und Günther Schumacher)